# Institut national de la statistique (Cameroun)
Pour les autres articles nationaux ou selon les autres juridictions, voir Institut national de la statistique.
L'Institut national de la statistique (INS) est le service officiel des statistiques du Cameroun. Créé par le décret no 2001-100 du 20 avril 2001 pris par le président de la République, l'INS un établissement public administratif, doté de la personnalité juridique et de l'autonomie financière placé sous la tutelle du ministère de l’Économie, de la Planification et de l’Aménagement du territoire.

## Mission
L'Institut a pour missions :
a) d'assurer la coordination des activités du système national d'information statistique. À ce titre, il :
- assure l'élaboration et veille à la mise en œuvre du plan national de développement de la statistique ;
- participe à l'élaboration et à la mise en œuvre des programmes et projets nationaux et supra nationaux de statistique ;
- coordonne les moyens et les opérations statistiques des administrations et des organismes subventionnés ou contrôlés par l'État ;
- réalise l'unification des nomenclatures et des codes statistiques ;
- diffuse et veille à l'application des méthodes, des concepts, des normes et des procédures statistiques ;
- veille à la qualité de l'information statistique ;
- assure le secrétariat permanent du plan comptable ;
- assure le secrétariat et l'organisation des sessions du Conseil national de la statistique.

b) de rendre disponible les données et les indicateurs statistiques nécessaires à la gestion économique et sociale. À ce titre, il :
- établit, rassemblent met à jour les statistiques sur la situation économique et sociale en utilisant, le cas échéant, les éléments qui lui sont fournis par les diverses administrations ;
- réalise ou participe à la réalisation des recensements et enquêtes statistiques initiés par l'Administration ;
- produit et analyse les données et les indicateurs pour le suivi de la conjoncture à travers des études et des enquêtes notamment sur les prix, l'emploi, le chômage, la production industrielle et les échanges commerciaux ;
- produit et analyse les données et les indicateurs relatifs à la situation socio-économique à travers les études et enquêtes auprès des ménages ;
- élabore les indicateurs de suivi et d'évaluation des progrès en matière de développement social et notamment la réduction de la pauvreté ;
- élabore les comptes économiques de la Nation ;
- entreprend, à la demande du Gouvernement et des administrations publiques et, éventuellement, du secteur privé, des recherches et études sur les questions statistiques, économiques et sociales ;
- élabore l'annuaire statistique du pays et les bulletins périodiques de statistiques.

c) d'assurer la conservation des fichiers des recensements et enquêtes réalisés par les
administrations publiques et les organismes subventionnés ou contrôlés par l'État. À ce titre, il :
- met en place des banques et des bases des données à partir des fichiers des données des recensements et des enquêtes statistiques ;
- assure la promotion des centres de documentation statistique ;
- facilite l'accès du public à l'information statistique grâce aux nouvelles techniques de l'information et de la communication.

d) de favoriser le développement des sciences statistiques et les recherches économiques relevant de sa compétence, de promouvoir la formation du personnel spécialisé pour le fonctionnement du système national d'information statistique. À ce titre, il :
- veille à la mise en œuvre des recommandations et des résolutions adoptées au niveau du système des Nations unies. Dans ce cadre, il suit notamment les programmes de coopération et d'assistance technique des institutions de Bretton Woods et de l'Observatoire Économique et Statistique d'Afrique Subsaharienne (AFRISTAT) ;
- participe à l'élaboration des programmes des écoles et des centres de formation des personnels spécialisés ;
- participe au réseau d'échanges d'expériences en matière statistique et économique.

## Organisation

### Conseil d'administration
L'INS est administré par un conseil d'administration de dix membres, nommés pour 3 ans. Le conseil dispose des pouvoirs les plus étendus pour administrer l'Institut, définir et orienter sa politique générale et évaluer sa gestion dans les limites fixées par son objet social. À ce titre :
- il fixe les objectifs et approuve le programme d'action annuel de l'Institut ;
- il définit et oriente la politique générale de l'Institut ;
- il contrôle et évalue le fonctionnement et la gestion de l'Institut ;
- il approuve, sur proposition du Directeur Général, l'organigramme, le règlement intérieur, la grille des rémunérations et les avantages des personnels ;
- il adopte le budget de l'Institut et arrête, de manière définitive, les comptes et les états financiers annuels, ainsi que les rapports d'activités ;
- il nomme, sur proposition du directeur général, aux postes de responsabilité à partir du rang de Sous-Directeur et assimilé ;
- il approuve, sur proposition du directeur général, les recrutements et licenciements du personnel d'encadrement relevant du code du travail ;
- il accepte tous dons, legs et subventions ;
- il approuve les contrats de performance ou toutes autres conventions, y compris les emprunts préparés par le Directeur Général et ayant une incidence sur le budget ;
- il fixe le statut du personnel, conformément à la législation du travail en vigueur ;
- il autorise les participations dans toute autre société, associations, groupements ou organismes professionnels, ainsi que la création des filiales dont l'activité est liée aux missions de l'Institut.

### Direction générale
La direction de l'Institut est placée sous l'autorité d'un directeur général éventuellement assisté d'un directeur général adjoint, tous deux nommés par décret du président de la République pour un mandat de trois ans renouvelable deux fois.
Le directeur général est chargé de la gestion et de l'application de la politique générale de l'Institut, sous l'autorité et le contrôle du conseil d'administration à qui il rend compte. À ce titre, il :
- prépare le budget, les états financiers annuels les programmes d'action et les rapports d'activités ;
- assure la direction technique et administrative de l'Institut ;
- prépare les délibérations du Conseil d'Administration, assiste avec voix consultative à ses réunions et exécute ses décisions ;
- recrute, nomme, note et licencie le personnel, sous réserve des prérogatives reconnues au Conseil d'Administration, fixe leurs rémunération et avantages dans le respect des lois et règlements en vigueur, du règlement intérieur, des prévisions budgétaires et des délibérations du conseil d'administration ;
- gère les biens meubles et immeubles, corporels et incorporels de l'établissement, dans le respect de son objet social ;
- prend en cas d'urgence, toute mesure conservatoire nécessaire à la bonne marche de l'Institut, à charge pour lui de rendre compte au conseil d'administration ;
- représente l'Institut dans tous les actes de la vie civile et en justice.

Son organisation est la suivante :
- Une direction générale :
  - deux  attachées de direction;
  - deux assistants de direction;
  - un service du courrier et de liaison;
  - une cellule de la communication;
  - une cellule juridique;
  - une division des affaires administratives et financières;
  - une division de l'informatique et des banques des données;
- Quatre départements techniques:
  - le département des statistiques démographiques et sociales;
  - le département des statistiques économiques;
  - le département des synthèses et des analyses économiques;
  - le département de la coordination statistique et de la recherche;
- Dix agences régionales :
  - du Centre à Yaoundé;
  - de l'Est à Bertoua;
  - du Littoral à Douala;
  - du Nord à Garoua;
  - du Nord-Ouest à Bamenda;
  - de l'Ouest à Bafoussam;
  - du Sud-Ouest à Buéa;
  - de l'Adamaoua à Ngaoundéré;
  - du Sud à Ebolowa;
  - de l'Extrême-Nord à Maroua;
- Des agences départementales.

L'actuel directeur général est Joseph Tedou ; il est assisté par un directeur général-adjoint, Joseph G. B. She Etoundi.

## Histoire
Le Service local de statistique générale est le tout premier service statistique du Cameroun ; il est créé en 1946 à Douala par l'administration française. Après avoir été  doté d'un service de mécanographie il change de dénomination en 1952 et devient le Service général de statistique et de mécanographie qui sera transféré à Yaoundé en 1957. C'est dans la première moitié de 1967 qu'il devient une direction, celle de la Statistique générale et des Comptes économiques, transformée la même année en septembre, en direction de la Statistique et de la Comptabilité nationale (DSCN), dénomination qui sera gardée jusqu'en 2001 date à laquelle cette direction  est formellement transformée en un Institut national de la statistique (INS) autonome ; transformation qui sera juridiquement effective après la nomination fin 2005 d'un directeur général (Joseph Tedou) et d'un directeur général adjoint (Joseph G. B. She Etoundi) et en septembre 2006 du président du conseil d'administration (Emmanuel Nganou Djoumessi), ainsi que le prévoient les statuts.
| Période               | Nom du ministre          | Ministère responsable                                                                                 |
| --------------------- | ------------------------ | --- |
| Depuis le 2 mars 2018 | Alamine Ousmane Mey      | Ministère de l’Économie, de la Planification et de l'Aménagement du territoire                        |
| Sept 2007 - Mars 2017 | Louis-Paul Motaze        | Ministère de l’Économie, de la Planification et de l’Aménagement du territoire                        |
| Déc. 2004 – sept 2007 | Augustin Frédéric Kodock | Ministère de la Planification, de la Programmation du Développement et de l’Aménagement du territoire |
| Août 2002–Déc. 2004   | Martin Aristide Okouda   | Ministère des Affaires économiques, de la Programmation et de l’Aménagement du territoire             |
| Avril 2001–août 2002  | Michel Meva'A M'Eboutou  | Ministère de l’Économie et des Finances                                                               |
| Mars 2000–avril 2001  | Édouard Akame Mfoumou    | Ministère d’État chargé de l’Économie et des Finances                                                 |
| Jan 1997–mars 2000    | Édouard Akame Mfoumou    | Ministère d’État chargé de l’Économie et des Finances                                                 |
| Juil. 1994–Jan. 1997  | Justin Ndioro            | Ministère de l’Économie et des Finances                                                               |
| Nov. 1992–juil. 1994  | Augustin Frédéric Kodock | Ministère d’État chargé du Plan et de l’Aménagement du territoire                                     |
| Avr. 1991–nov. 1992   | Tchouta Moussa           | Ministère du Plan et de l’Aménagement du territoire                                                   |
| Sept. 1990–avr. 1991  | Marcel Niat Njifenji     | Ministère du Plan et de l’Aménagement du territoire                                                   |
| Mai 1988–sept. 1990   | Mme Élisabeth Tankeu     | Ministère du Plan et de l’Aménagement du territoire                                                   |
| Déc. 1987–mai 1988    | René Ze Nguele           | Ministère du Plan et de l’Aménagement du territoire                                                   |
| Août 1985–déc. 1987   | Sadou Hayatou            | Ministère du Plan et de l’Aménagement du territoire                                                   |
| Fév. 1984–août 1985   | Youssoufa Daouda         | Ministère du Plan et de l’Aménagement du territoire                                                   |
| Avr. 1983–fév. 1984   | Tori Limangana           | Ministère du Commerce                                                                                 |
| Nov. 1982–avr. 1983   | Pierre Désiré Engo       | Ministère de l’Économie et du Plan                                                                    |
| Jan. 1982–nov. 1982   | Bello Bouba Maigari      | Ministère d’État chargé de l’Économie et du Plan                                                      |
| Juil. 1980–jan. 1982  | Youssoufa Daouda         | Ministère de l’Économie et du Plan                                                                    |
| Juin 1975–juil. 1980  | Youssoufa Daouda         | Ministère de l’Économie et du Plan                                                                    |
| Juil. 1972–juin 1975  | Abdoulaye Maikano        | Ministère du Plan et de l’Aménagement du Territoire                                                   |
| Jan. 1971–juil 1972   | Charles Onana Awona      | Ministère du Plan de l’Aménagement du Territoire                                                      |
| Août 1968–jan. 1971   | Vincent Efon             | Ministère du Plan et du Développement                                                                 |
| Mai 1965–août 1968    | Daniel Masuke            | Ministère des Affaires économiques et du Plan                                                         |
| Juin 1961–mai 1965    | Victor Kanga             | Ministère d’État chargé de l’Économie nationale                                                       |

| Nom                    | Période     |
| ---------------------- | ----------- |
| Joseph Tedou           | 2001 – 2005 |
| Joseph Tedou           | 1993 – 2001 |
| Thomas Nkonguep        | 1985 - 1993 |
| Martin Balepa          | 1983 – 1985 |
| Thomas Nkonguep        | 1980 – 1983 |
| Moïse Ngae à Moubeke   | 1972 – 1980 |
| Rodolphe Moueyebe Ndei | 1968 – 1972 |
| Antoine Essome         | 1967 – 1968 |
| L.M. Cailleus          | 1960 - 1967 |